# 555112 Monika
555112 Monika è un asteroide della fascia principale. Scoperto nel 2013, presenta un'orbita caratterizzata da un semiasse maggiore pari a 2,6987771 au e da un'eccentricità di 0,2778080, inclinata di 5,21030° rispetto all'eclittica.